# BMW iX3
La BMW iX3 est un Sport utility vehicle (SUV) électrique haut de gamme produit en Chine et commercialisé par le constructeur automobile allemand BMW à partir de 2020.

## Présentation
Le BMW iX3 est dévoilé le 14 juillet 2020. Il est la version électrique du BMW X3 de troisième génération.
Il est produit en Chine dans l’usine de la joint venture BBA (BMW Brilliance Automotive) de Dadong, à Shenyang.
Par rapport au X3 thermique, la calandre de l'iX3 est presque totalement fermée. Les entrées d'air à l'avant, ainsi que des éléments du bouclier arrière mais aussi le bas de la calandre, reçoivent des inserts de couleur bleue. Les jantes atteignent quant à elle 19 ou 20 pouces selon le niveau de finition et le choix des options. L'iX3 reçoit aussi des entrées d'air latérales, les Air Breather, afin d'optimiser le flux d'air et améliorer l'aérodynamisme. Les phares sont à LED et les feux arrière reçoivent un verre de protection tri-dimensionnel. 
Le poste de conduite reçoit un combiné d'instrumentation totalement numérique ainsi qu'un écran tactile. Les deux écrans mesurent 12,3 pouces.
L'iX3 est équipé, notamment, d'un système de récupération d'énergie au freinage. Il propose également la commande vocale via le BMW Intelligent Personal Assistant. 

## Caractéristiques techniques
L'iX3 repose sur la plateforme modulaire CLAR (Cluster Architecture) créée par le Groupe BMW et Toyota.

### Motorisations
Le SUV électrique est doté d'un électromoteur de 286 ch positionné sur l'essieu arrière entraînant les roues arrière, l'iX3 est donc uniquement une propulsion.
| Logo de BMW                     | BMW iX3                                    |
| ------------------------------- | ------------------------------------------ |
| Puissance moteur (kW)           | 210                                        |
| Puissance maximale (ch)         | 286                                        |
| Couple maximal (N m)            | 400                                        |
| Transmission                    | Propulsion                                 |
| Vitesse maximale (km/h)         | 180                                        |
| 0-100 km/h (s)                  | 6,8                                        |
| Masse à vide (kg)               |                                            |
| Batterie                        |                                            |
| Type                            | Lithium Ion                                |
| Capacité nominale (kWh)         | 80                                         |
| Autonomie (cycle WLTP) (km)     | 461                                        |
| Consommation (kWh/100 km)       | 18,5                                       |
| Temps de recharge               |                                            |
| Sur une prise domestique 2,3 kW | 10 heures 37 mi                            |
| Sur une Wallbox 7,4 kW          | 2 h 25 min                                 |
| Sur une borne 11 kW             | 1 h 37 min                                 |
| Sur une borne 150 kW (DC)       | 7 min (100 km d'autonomie) 34 min (à 80 %) |

### Batterie
Le moteur électrique est alimenté par une batterie au lithium d'une capacité de 80 kWh permettant une autonomie de 440 km. 
Il est possible de charger un BMW iX3 sur une borne Ionity au prix de 0,29 € le kilowattheure (kWh).

### Aides à la conduite
L'iX3 dispose de plusieurs systèmes d'aide à la conduite : Driving Assistant Pack Professional (pack de systèmes d'aide à la conduite), Parking Assistant Pack (aide au stationnement, caméra de recul, etc.), guidage de navigation actif, etc.
En 2021, l'iX3 est distinguée par l'organisme Euro NCAP pour son niveau d'assistance à la conduite considéré comme étant très bon:
« BMW’s appropriately named Driving Assistant Professional accurately portrays system functionality. The promotional material and the handbook correctly indicate the limitations of the system capabilities. Status information is clear, and the iX3 offers a head-up display showing the system status in the driver’s direct line of sight. BMW equipped the iX3 with an internal camera but it is not used for the functionality tested in Driver Monitoring, and relies only on steering wheel input. The system balances driver steering input with lane guidance, promoting co-operative driving.
BMW combines map-based speed limit information with real time camera inputs to manage fixed, variable and temporary speed limit signs. The system adapts speed for upcoming road features such as curves and junctions. The iX3 responds to avoid a collision in most of the ACC test scenarios and requires AEB interventions in the more critical stopped vehicle, cut-in and cut-out tests. The driver is supported through the S-Bend, staying within the lane at all but the highest test speed. The vehicle has an Active Blindspot system designed to prevent lane changing into adjacent vehicles. A lane-change assist function is not available. In case of an unresponsive driver, the BMW performs a controlled stop in lane. If the radar or camera are blocked the iX3 provides a timely warning and prevents system activation.

The BMW iX3 excels in the level of Vehicle Assistance with a similar level of Driver Engagement resulting in a high-performing, balanced system. Euro NCAP tested the latest version of Driving Asssistant Professional available at the time of testing. BMW can improve the functionality of the system remotely by over-the-air software updates. »
— Euro NCAP

« La judicieuse dénomination Driving Assistant Professional décrit précisément la fonction du système BMW. Le matériel promotionnel et le manuel indiquent correctement les limites du système. L'état du système est clairement indiqué, et l'iX3 offre un affichage tête haute montrant l'état du système dans le champ de vision du conducteur. BMW a équipé l'iX3 d'une caméra interne non utilisée lorsque la surveillance du conducteur n'est basée que sur les données du volant. Le système équilibre direction du conducteur et maintien dans la voie, pour une conduite coopérative.
BMW combine limites de vitesse cartographiques et lecture temps réel des panneaux de limite de vitesse fixes, variables et temporaires. Le système adapte la vitesse selon les caractéristiques de la route (virages et carrefours). L'iX3 évite une collision lors de scénarios d'essai de l'ACC mais nécessite l'AEB lors d'essais critiques: véhicule arrêté, s'engageant (cut-in) ou se dégageant (cut-off). Le conducteur assisté en virage en S, reste dans sa voie à toutes les vitesses, sauf la plus élevée. Le système de détection de l'angle mort est conçu pour empêcher l'entrée dans la voie de véhicules adjacents. Aucune assistance au changement de voie n'est disponible. En cas de conducteur inerte, la BMW contrôle un arrêt dans la voie. Si le radar ou la caméra sont bloqués, la iX3 prévient le conducteur et empêche l'activation. 

La BMW iX3 excelle dans le niveau d'assistance avec un niveau similaire d'engagement conducteur, en faisant un système performant et équilibré. Euro NCAP a testé la dernière version du Driving Asssistant Professional disponible au moment de l'essai. BMW peut améliorer la fonctionnalité du système à distance par des mises à jour logicielles en direct. »

## Finitions
- Inspiring[8] : kit M Sport (avec volant M en cuir, M Shadowline, seuils de porte éclairés, etc.), jantes 19 pouces aérodynamiques bicolores, toit ouvrant panoramique, sièges conducteur et passager Advanced, etc.
- Impressive : Inspriring + jantes BMW M 20 pouces aérodynamiques bicolores, Harman Kardon Surround System, etc.

### Personnalisation
Plusieurs possibilités de personnalisation sont disponibles au niveau des teintes de carrosserie, des selleries, des inserts décoratifs ou encore des jantes.

#### Teintes de carrosserie
Six teintes de carrosserie sont proposées :
- M Carbonschwarz metallic (bleu foncé/noir)
- Kaschmirsilber metallic (gris clair/beige)
- Sophistograu Brillanteffekt metallic (gris foncé)
- Mineralweiß metallic (blanc)
- Phytonicblau metallic (bleu)
- Piemont Rot metallic (rouge foncé)

#### Selleries
Deux selleries sont proposées avec la finition Inspiring :
- Sensatec perforé Cognac
- Sensatec perforé Schwarz

Trois selleries en cuir sont proposées avec la finition Impressive : 
- Vernasca Mokka avec surpiqûres décoratives / Schwarz (brun/noir)
- Vernasca Schwarz avec surpiqûres décoratives Blau (noir avec surpiqûres bleues)
- Vernasca Oyster avec surpiqûres décoratives / Schwarz (blanc/noir)

#### Inserts décoratifs
Au niveau de la planche de bord, le choix est proposé parmi cinq types d'inserts décoratifs :
- Schwarz Hochglänzend (noir)
- Aluminium Feinschliff (gris clair)
- M Aluminium Rhombicle Dunkel (gris foncé)
- Bois noble Fineline Cove
- Bois noble Esche Stamm (frêne) à pores ouverts

Tous ces inserts décoratifs sont accompagnés d'incrustations en Perlglanz Chrom (gris).

#### Jantes
Deux modèles de jantes sont proposés :
- Jantes aérodynamiques 19 pouces 842 bicolores
- Jantes BMW M aérodynamiques 20 pouces 890 M bicolores

## Concept car
Le BMW iX3 est préfiguré par le concept car BMW iX3 Concept présenté au salon de Pékin 2018.
Il est doté d'un moteur électrique de 270 ch alimenté par une batterie au lithium d'une capacité de 70 kWh lui autorisant une autonomie de 400 km.